# Roy Milton

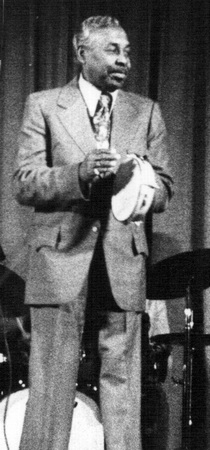
Roy Milton in 1977

Roy Milton (* 31. Juli 1907 in Wynnewood, Oklahoma; † 18. September 1983 in Los Angeles, Kalifornien) war ein US-amerikanischer Schlagzeuger, Sänger, Songschreiber und Bandleader, der vor allem im Bereich des  Rhythm & Blues hervortrat.

## Biografie
Seine frühen Jahre verbrachte Milton in einem Reservat in Oklahoma; sein Großvater war Indianer. In den 1920er Jahren trat er als Sänger und Schlagzeuger in Tulsa auf. In den 1920er Jahren war Milton Mitglied des Ernie Fields Orchestra, in dem er zunächst als Sänger und schließlich Schlagzeuger tätig war. 1933 ging er nach Los Angeles und gründete seine Band The Solid Senders. Sängerin war Anfang der 1950er Jahre Lil Greenwood, musikalischer Direktor seiner Gruppe war Bobby Smith, ein ehemaliges Mitglied des Erskine Hawkins Orchestra, der den Hit „Tippin’ In“ für Milton komponierte. Dieser war mit seinen Hits in dieser Zeit ein erfolgreicher Star in den Nachtclubs; 1946 hatten sie mit R.M. Blues einen Hit in den R&B Charts, dem weitere folgten, darunter Milton’s Boogie, True Blues, Hop, Skip and Jump, Information Blues, Oh Babe (im Original von Louis Prima), So Tired und Best Wishes.
Der Erfolg ließ nach, als der Rock ’n’ Roll den Rhythm and Blues in den Hintergrund drängte. Milton versuchte mit Albentiteln wie The Roots of Rock und Instant Groove am Rockboom teilzuhaben. Beim Monterey Jazz Festival 1970 spielte er Schlagzeug in der All-Star-Band von Johnny Otis und war auch als Sänger aktiv. Er blieb weiterhin bis zu seinem Tod im Jahr 1983 aktiv, u. a. arbeitete er an der Westküste in Jingles und hatte Fernsehauftritte, wie in der landesweit gesendeten Sanford and Son Show.
1991 wurde Roy Milton in die Oklahoma Jazz Hall of Fame, 2006 in die Blues Hall of Fame aufgenommen.

## Lexikalische Einträge
- Philippe Carles, André Clergeat, Jean-Louis Comolli: Le nouveau dictionnaire du jazz. Édition Robert Laffont, Paris 2011, ISBN 978-2-221-11592-3